# 西北空联航空5719号班机空难
西北空聯航空5719號班機是一班從明尼亞波利斯－聖保羅國際機場起飛，中停Chisholm-希賓機場，最終抵達國際瀑布城機場的定期航班。1993年12月1日，該航班在降落希賓機場前，撞上機場東邊的樹林墜毀，造成16名乘客及2名飛行員遇難。
事後調查發現，機長在飛行期間，曾出現多次有過對於副駕駛言語過激的現象；這可能導致了副駕駛因"懼怕"機長的脾氣而減少了與機長的交流，包含最終近進時沒有報告高度和空速。
機長的不良情緒被認為是事故的原因之一。

## 大眾媒體
此空難被拍攝為《空中浩劫》第十七季第一集。 “Killer Attitude”